# Rapala nada
Rapala nada är en fjärilsart som beskrevs av Hans Fruhstorfer 1912. Rapala nada ingår i släktet Rapala och familjen juvelvingar. Inga underarter finns listade.